# Сілвер-Біч
Сілвер-Біч (англ. Silver Beach) — літнє село в Канаді, у провінції Альберта, у складі муніципального району Ветасківін № 10.

## Населення
За даними перепису 2016 року, літнє село нараховувало 65 осіб постійного населення, показавши зростання на 25,0%, порівняно з 2011-м роком. Середня густина населення становила 101 осіб/км².
З офіційних мов обидвома одночасно не володів жоден з жителів, тільки англійською — 60. Усього 5 осіб вважали рідною мовою не одну з офіційних.
Працездатне населення становило 15 осіб (30% усього населення), усі були зайняті.

## Клімат
Середня річна температура становить 2,5°C, середня максимальна – 20,8°C, а середня мінімальна – -18,5°C. Середня річна кількість опадів – 516 мм.
| Клімат поселення                              | Клімат поселення | Клімат поселення | Клімат поселення | Клімат поселення | Клімат поселення | Клімат поселення | Клімат поселення | Клімат поселення | Клімат поселення | Клімат поселення | Клімат поселення | Клімат поселення | Клімат поселення |
| Показник                                      | Січ.             | Лют.             | Бер.             | Квіт.            | Трав.            | Черв.            | Лип.             | Серп.            | Вер.             | Жовт.            | Лист.            | Груд.            |                  |
| Середній максимум, °C                         | −6,8             | −3,62            | 0,81             | 8,98             | 14,59            | 18,84            | 20,77            | 20,56            | 15,59            | 10,49            | 1,29             | −4,31            |                  |
| Середня температура, °C                       | −12,62           | −9,44            | −5               | 3,14             | 8,76             | 13,01            | 15,36            | 15,14            | 10,18            | 5,08             | −4,12            | −9,72            |                  |
| Середній мінімум, °C                          | −18,46           | −15,26           | −10,82           | −2,68            | 2,94             | 7,18             | 9,96             | 9,74             | 4,78             | −0,34            | −9,52            | −15,12           |                  |
| Норма опадів, мм                              | 24               | 17               | 21               | 33               | 55               | 87               | 102              | 68               | 47               | 25               | 21               | 16               |                  |
| Середньомісячна швидкість вітру, м/с          | 3.21             | 3.31             | 3.45             | 3.70             | 3.70             | 3.31             | 3.01             | 2.90             | 3.11             | 3.40             | 3.32             | 3.30             |                  |
| Середньомісячна сонячна радіація, кДж/м²·день | 3648             | 7173             | 12366            | 17132            | 20651            | 22077            | 22360            | 18761            | 12809            | 7696             | 3923             | 2696             |                  |
| --------------------------------------------- | ---------------- | ---------------- | ---------------- | ---------------- | ---------------- | ---------------- | ---------------- | ---------------- | ---------------- | ---------------- | ---------------- | ---------------- | ---------------- |
| Джерело:                                      |                  |                  |                  |                  |                  |                  |                  |                  |                  |                  |                  |                  |                  |